# Интерторг
ООО «ТД Интерторг» — бывшая российская компания-ретейлер, владелец торговых сетей «Народная 7Я семьЯ», «Идея». С мая 2012 года под её управлением находится розничная сеть «Норма». В 2011 году компания заключила лицензионный договор с международной корпорацией Spar International, получив право на использование бренда Spar на Северо-Западе России. Таким образом, компания начала развивать сеть магазинов Spar по франшизе.
Компания образована в 2003 году. Учредитель — «Даймонд солюшнз инк» (зарегистрирована на Британских Виргинских островах). Финансовые показатели на 2012 год: прибыль — 31,6 млрд руб., доходность годовая — 142,9 млн руб. На 2013 год владела 270 магазинами «7Я семьЯ» в Северо-Западном федеральном округе и Москве, 21 магазином Spar и 11 магазинами «Идея» в Санкт-Петербурге и Ленинградской области. Входит в топ-30 российских ретейлеров за 2012 год по версии газеты «Коммерсант».
На начало января 2014 г. в управлении ретейлера находилось 365 магазинов. Из них — 315 универсамов «7Я семьЯ», 25 супермаркетов Spar, 20 супермаркетов «Идея» и пять магазинов «Норма». Выручка за 2013 год увеличилась на 32,3 %, составив 43,63 млрд руб. (без НДС). Всего за 2013 г. сеть пополнилась 66 торговыми точками. По данным на 1 октября 2018 года сеть владела 290 магазинами 7ЯСемья и 200 магазинами спар. 156 место среди всех российских компаний по выручке за 2017 год.
В декабре 2019 года компания прекратила своё существование в связи с банкротством.